# Quận Tunica, Mississippi
Quận Tunica là một quận thuộc tiểu bang Mississippi, Hoa Kỳ.
Quận này được đặt tên theo Tunica. Theo điều tra dân số của Cục điều tra dân số Hoa Kỳ năm 2000, quận có dân số 9227 người. Quận lỵ đóng ở Tunica6.

## Địa lý
Theo Cục điều tra dân số Hoa Kỳ, quận có diện tích 1245 km2, trong đó có 67 km2 là diện tích mặt nước.

### Các xa lộ chính
- Interstate 69
- U.S. Highway 61
- Mississippi Highway 3
- Mississippi Highway 4

### Quận giáp ranh
- Quận Crittenden, Arkansas (bắc)
- Quận DeSoto (đông bắc)
- Quận Tate (đông)
- Quận Panola (đông nam)
- Quận Quitman (nam)
- Quận Coahoma & Quận Phillips, Arkansas (tây nam)
- Quận Lee, Arkansas (tây)

### Thông tin nhân khẩu
Theo điều tra dân số 2 năm 2000, quận đã có dân số 9.227 người, 3.258 hộ gia đình, và 2.192 gia đình sống trong quận hạt. Mật độ dân số là 20 người trên một dặm vuông (8/km ²). Có 3.705 đơn vị nhà ở mật độ trung bình của 8 trên một dặm vuông (3/km ²). Cơ cấu chủng tộc của quận gồm 27,54% người da trắng, 70,15% da đen hay Mỹ gốc Phi, 0,11% người Mỹ bản xứ, 0,42% châu Á, Thái Bình Dương 0,07%, 0,96% từ các chủng tộc khác, và 0,75% từ hai hoặc nhiều chủng tộc. 2,53% dân số là người Hispanic hay Latino thuộc một chủng tộc nào.
Có 3.258 hộ, trong đó 33,30% có trẻ em dưới 18 tuổi sống chung với họ, 33,90% là đôi vợ chồng sống với nhau, 26,90% có nữ hộ và không có chồng, và 32,70% là các gia đình không. 26,90% hộ gia đình đã được tạo ra từ các cá nhân và 9,90% có người sống một mình 65 tuổi hoặc lớn tuổi hơn là người. Cỡ hộ trung bình là 2,80 và cỡ gia đình trung bình là 3,44.
Trong quận, độ tuổi dân số được trải ra với 31,50% dưới độ tuổi 18, 10,90% 18-24, 27,40% 25-44, 20,20% từ 45 đến 64, và 10,10% từ 65 tuổi trở lên người. Độ tuổi trung bình là 31 năm. Đối với mỗi 100 nữ có 91,10 nam giới. Đối với mỗi 100 nữ 18 tuổi trở lên, đã có 85,90 nam giới.
Thu nhập trung bình cho một hộ gia đình trong quận đã được $ 23.270, và thu nhập trung bình cho một gia đình là $ 25.443. Phái nam có thu nhập trung bình $ 25.244 so với 18.104 $ đối với phái nữ. Các bình quân đầu người thu nhập cho quận là 11.978 $. Giới 28,10% gia đình và 33,10% dân số sống dưới mức nghèo khổ, bao gồm 43,40% những người dưới 18 tuổi và 32,50% của những người 65 tuổi hoặc hơn.